# Neferure
Neferure, còn viết là Neferura, là một công chúa sống vào thời kỳ Vương triều thứ 18 trong lịch sử Ai Cập cổ đại. Bà là con gái của hai pharaon Hatshepsut và Thutmose II, cũng là chị em khác mẹ với Thutmose III.

## Thân thế
Neferure là người con duy nhất được biết đến của Thutmose II với Chính thất Vương hậu Hatshepsut, cũng có lẽ là con đầu lòng của Thuthmose. Cả cha và mẹ của Neferure đều là con của pharaon Thutmose I. Cuộc hôn nhân giữa Thutmose II và Hatshepsut được ghi chép trên một tấm bia hiện lưu giữ ở Berlin, cùng với những khối đá từ một công trình tại đền Karnak mang hình ảnh của cả hai. Công trình này cũng bao gồm tên của Neferure, là minh chứng rõ ràng cho mối quan hệ huyết thống của bà.
Không rõ Neferure có kết hôn với người anh em khác mẹ là Thutmose III hay không. Có hai bản khắc tên của thứ phi Iset và vương hậu Satiah, là mẹ đẻ và vợ đầu của Thutmose III, dường như được viết đè lên cartouche của Neferure kèm những danh hiệu thể hiện vị trí vương hậu chính thất của nhà vua. Điều này có thể ngụ ý rằng, Thutmose III đã kết hôn với Neferure, nhưng cũng như mẹ, mọi đề cập đến Neferure đều bị bôi xóa, thay thế bằng tên của những người phụ nữ khác khi Thutmose III nắm quyền trị vì. Tuy nhiên, không có bằng chứng rõ ràng nào cho thấy một cuộc hôn nhân giữa Thutmose III và Neferure. Thậm chí, Neferure còn được cho là mẹ của vương tử Amenemhat, con trai trưởng của Thutmose III, dù đó cũng chỉ là suy đoán. Có lẽ, khi Thutmose II qua đời, hai người con này còn rất nhỏ tuổi và chưa đủ tuổi thành niên để kết hôn, do đó mà quyền hành thuộc về người vợ/chị em của ông, Hatshepsut.

## Giáo dục
Neferure được nhiều quan chức của Hatshepsut dạy bảo và chăm sóc. Người thầy đầu tiên của bà là Ahmose Pen-Nekhebet, một tướng lĩnh đã phục vụ từ thời pharaon Ahmose I, được biết qua lời tự thuật của ông:
“Đối với tôi, phu nhân của thánh thần đã nhiều lần gia ơn, vương hậu chính thất của nhà vua Maatkare (lời chân thật). Tôi đã nuôi dưỡng người con gái lớn của bà, công chúa Neferure (lời chân thật), khi nàng ta vẫn là một đứa trẻ còn bú mẹ.”

Sau đó, Senenmut, tổng quản thân cận của Hatshepsut lúc bấy giờ, đã thay vị tướng già Ahmose làm gia sư cho Neferure, kiêm nhiệm cả chức vụ tổng quản của công chúa. Không ít hơn 10 bức tượng cho thấy Neferure được bế trong tay hoặc ngồi trên đùi của Senenmut. Senenmut cũng đã tự hào vì công việc này qua lời thuật của ông trên dòng văn tự ở Karnak:
“Tôi đã dạy bảo cho người con gái lớn của Đức vua, Phối ngẫu của Thánh thần, Neferure (lời chân thật). Tôi được nàng ta xem như là cha của nữ thần, nhờ vào công lao phục vụ tận tình của tôi đối với Đức vua.”
Khi Senenmut chuyển sang những chức vụ cao hơn, một quan viên tên Senimen đã tiếp quản công việc hầu hạ công chúa. Việc Neferure được giáo dục như thế nào bởi các gia sư khó có thể biết chính xác. Nếu Neferure thực sự được Hatshepsut chọn để kế thừa ngai vàng, có lẽ bà sẽ nhận được sự giáo dục tương xứng với một vị thái tử.

## Vai trò trong triều đình
Neferure nổi bật hơn hẳn những công chúa thuộc Vương triều thứ 18 nhờ vào số lượng lớn chứng thực, chủ yếu là từ ngôi đền tang lễ của Hatshepsut ở Deir el-Bahari, và nhiều bức tượng cùng với người thầy Senenmut.

## Qua đời
Chứng thực cuối cùng về Neferure có niên đại vào năm đồng trị vì thứ 11 của cả Thutmose III và Hatshepsut. Điều này khiến các học giả nghiêng về giả thuyết rằng công chúa đã qua đời sớm. Thời gian mà Neferure qua đời vào khoảng giữa năm thứ 11 và 16 dựa vào sự vắng mặt của bà trên ngôi mộ TT353 của Senenmut tại Deir el-Bahari, cũng như trong nhà nguyện Rouge của Hatshepsut tại Karnak, cả hai đều được xây dựng vào khoảng thời gian này.